# 钟颖
钟颖（1887年—1915年），亦钟瀛，字鼓明，乌雅氏。满洲镶黄旗人。清朝及中华民国官员。民国首任驻藏办事长官。

## 生平
钟颖的父亲是晋昌，其妻实为同治帝族妹。钟颖属下陈渠珍作《艽野尘梦》记载："钟颖父晋昌,尚咸丰妹,官至盛京副都统。以附义和团罪,谴戍西藏军台。行至成都,托病,经川督锡良奏留养病,实慈禧后密旨也。颖于同治帝为表兄弟,故邀慈禧宠眷。" 钟颖曾任四川陆军小学工程处提调。光绪三十一年（1905年），他18岁时奉密语假协统衔，在凤凰山训练新军。新军练成后，钟颖于光绪三十三年（1907年）任四川陆军第三十三混成协协统，兼四川陆军速成学堂总办、试用知府。宣统元年（1909年），他奉命率军入西藏，1910年进入拉萨。
宣统三年（1911年），他被驻藏大臣联豫派往藏東討伐波密土王，但兵败。后来，左參贊罗长裿被派往波密，节制诸将，但協統锺颖与他不和。罗长裿遂将锺颖饮酒赌钱不问军务等事禀告联豫。联豫据奏，将钟颖撤职，并以罗长裿取代。
1911年辛亥革命爆發，在英属印度总督明多的支持下，达赖喇嘛派出亲信达桑占堆潜回西藏，策动部分贵族组织“民军”，进攻驻拉萨、日喀则、江孜的川军。另一方面，钟颖趁罗长裿当时正驻扎波密的春多行辕时，策动驻拉萨的川军兵变，史称拉萨兵变。罗长裿闻讯后，本想率军赴拉萨制止兵变。但钟颖联络驻波密管带陈渠珍。陈渠珍遂于11月26日指使本营后队正目赵本立及刘均福、周国荃、罗玉斌等人率队围攻春多行辕，劫持了罗长裿。他们挟持罗长裿走到工布南山道上时，罗长裿获得机会逃脱，遂跳崖自盡，但未死，被迫继续被挟持前进。后来他们到了德摩喇嘛寺。11月29日，赵本立等勒杀罗长裿，尸体被焚毁。
1912年中华民国成立后，他被任命为首任西藏办事长官。但西藏方面不承认其地位，第一次驅漢事件迫使钟颖离开西藏。1912年12月12日，钟颖被迫离开拉萨，1913年初经印度返回中国内地。1914年10月，罗长裿之子罗春驭（罗辀重）要求政府审理罗长裿被害案。1914年，他被诱捕到北京。1915年3月19日，袁世凯政府对罗长裿被害案进行初审，钟颖不承认自己为主谋，钟颖的家属还编印了《弥天冤案录》进行申诉。后来联豫出庭对质，并出示了钟颖作为主谋的证据。经过三次庭审鞫实后，袁世凯签发《大总统申令》称：
查西藏于波密平服后，全藏静谧，汉番相安，自拉萨兵变及色拉寺之役，始酿成乱端。推原祸始，实由该长官要结乱兵，擅离职守，以致藏民茹痛，边境骚然。已属罪无可逭，又复挟私嫁祸，擅杀忠良，焚毁尸骸，惨无人道。钟颖着处以死刑，依法执行。

罗长裿死事惨烈，着交陆军部从优议恤，并将生平事迹宣会史馆，以彰公道而慰幽魂。

## 家族关联
- 远祖：納穆章、莽色、瑪爾漢，乌雅氏，满洲镶黄旗人，莽色随多羅饒余郡王率兵過北京赴山東攻打东阿县时，无雲梯第二登城，后征四川皆有功，授雲騎尉、恩诏加至騎都尉；族上祖先康熙朝时有年羹尧属下正二品护军统领温普；
- 曾祖：慶福，道光舉人、國子監博士，和于淩雲創建吉林第一所書院種榆書院及崇文書院，与于淩雲、于霖奎、于荫霖家族为世交；
- 祖：錫恩，直隸州州判、候選員外郎，錫恩妹烏雅氏為牛子厚正妻，亦為慈安太后侄女，烏雅氏和牛子厚之長女牛淑烈為盛京將軍依克唐阿孫媳，小女兒牛淑章為大臣熙洽之媳，孫女牛立品為大臣孫其昌媳，另一孫女牛立志，延安時任董必武秘書，夫任建新，曾任最高人民法院院長和全國政協副主席；
- 祖母：乾清門頭等侍衛伊犁參贊大臣賞穿黃馬褂凱明阿親侄女、吉林協領都明阿之女，頭品頂戴寧古塔副都統、署理盛京將軍和福之孙女；母族叔烏淩額為平定回疆四十四功臣，繪圖紫光閣功臣像，賜博啟巴圖魯，後升墨爾根副都統；
- 父：晋昌，字芍航，盛京将军依克唐阿门下，愛國將領，隨吳大澂創設吉林機器局，曾任盛京刑部主事、直隶候补知州以知府用，光绪二十六年升任盛京副都统。为吴大澂和盛京将军依克唐阿重用，調在江省創設鎮邊各軍。盛京副都统晋昌,绥远将军贻谷之兄也。从伊克唐阿甲午战日人有功,庚子毁俄人铁路八百里,战于海城,月余,敌兵不能过；
- 母：宗室氏，同治帝族妹(随钟颖曾经同入藏的钟颖属下陈渠珍在其《艽野尘梦》中将钟颖母误记为咸丰妹）；
- 胞叔：荣禄亲信、正一品绥远城将军兼欽差大臣貽穀（原名吉昌），伊犁察哈尔领队大臣副都统衔峻昌；
- 堂叔祖：文光，进士、四川按察使、新疆布政使；
- 堂叔：清末陸軍大臣蔭昌

### 引用
1. 1 2  蓝国华, 刘红娟, 王彦杰，家·国·天下——从钟颖疑案说起；喜饶尼玛，民国时期中央政府驻藏职官刍议
2. 1 2 3  赵庆云，书生谬许习戎韬，万里筹边敢惮劳 ——罗长裿其人其事